# Col de Ares
Col de Ares o col d'Ares (catalán : Coll d'Ares ), con una altitud de 1512 m sobre el nivel del mar, es un puerto o collado de montaña en los Pirineos, punto de paso transfronterizo entre Francia y España.

## Toponimia
El lugar se menciona ya en el año 878 en el formulario in Aras . Desde el siglo XIII aparece con su forma actual de Ares, aunque a veces aparezca como Aris, Aras, Areis . . . En el siglo XIV, el collado también recibe el nombre Coll de Turtur.
El topónimo Ares, muy común y utilizado principalmente para collados, tiene un origen antiguo incierto. Según Lluís Basseda, la etimología más probable es la palabra latina Ara, que designa un altar o piedra sagrada, en referencia a las antiguas piedras, a menudo decoradas, levantadas cerca de los pasos para señalar su ubicación.

## Geografía
Conecta así Prats-de-Mollo-la-Preste, municipio francés del departamento de los Pirineos Orientales, en la región de Occitania, con Molló, municipio de la comarca del Ripollès, en la Cataluña española . El límite entre ambos países se materializa mediante el mojón fronterizo n.º 519 .

## Historia
En 1691, durante la Guerra de los Nueve Años, los españoles, llegados del Col d'Ares, sitiaron Prats-de-Mollo, sin éxito.